# Andreas Albes
Andreas Albes (* 1967 in Göttingen) ist ein deutscher Journalist, Schriftsteller und Drehbuchautor. 

## Leben
Albes begann seine Karriere als Polizeireporter bei der Münchner Abendzeitung und bei Bild. 1998 ging er zum Stern. Für das Wochenmagazin berichtete er von den Kriegen in Afghanistan, im Irak, in Tschetschenien, Syrien und der Ukraine und war langjähriger Auslandskorrespondent in Moskau, Athen und New York. Für seine Arbeiten wurde Albes mehrfach ausgezeichnet. Seinen ersten Roman veröffentlichte er 2003. Seit 2022 ist er freier Drehbuchautor und hat sich auf die Entwicklung von Drama-Serien spezialisiert, die auf wahren Begebenheiten basieren.

## Werke
- Die Insel. Roman. Rowohlt, Reinbek bei Hamburg 2003, ISBN 3-499-23457-2.
- Der Schatz. Roman. Dt. Taschenbuch-Verlag, München 2005, ISBN 3-423-24471-2.